# The Strangers: Chapter 1
The Strangers: Chapter 1 es una película de terror estadounidense dirigida por Renny Harlin, con un guion de Alan R. Cohen y Alan Freeland, a partir de una historia de Bryan Bertino. Madelaine Petsch y Froy Gutierrez interpretan a una pareja que entra en contacto con tres extraños psicópatas enmascarados durante un viaje por carretera.
Sirviendo como la tercera película de la serie de películas The Strangers creada por Bertino, es la primera entrega de una nueva trilogía de películas independientes, donde el Capítulo 1 sigue una premisa similar a la primera película y se desarrolla en la misma continuidad que las dos primeras entregas, actuando como una precuela de la primera película.
The Strangers: Chapter 1 fue estrenada por Lionsgate Films el 17 de mayo de 2024.los capítulos 2 y 3 se estrenarán en una fecha no especificada.

## Premisa
En 2017, en el pequeño pueblo de Venus, Oregón, un hombre llamado Jeff Morell es emboscado en el bosque por tres asaltantes enmascarados: Espantapájaros, Dollface y Pin-Up Girl. Espantapájaros finalmente mata a Jeff con un hacha.
Tiempo después, Maya y su novio Ryan recorren el país en coche hasta Portland, donde ella tiene una entrevista de trabajo, mientras celebran su quinto aniversario. De camino, paran a comer en un restaurante de Venus, donde se topan con algunos lugareños hostiles. En el restaurante, la pareja ve un cartel de persona desaparecida que representa a Jeff. Cuando su coche se avería, el mecánico del pueblo, Rudy, se compromete a arreglarlo a la mañana siguiente. Shelly, una amable camarera, los lleva a una cabaña aislada de Airbnb en el bosque para que pasen la noche.
Esa noche, mientras Maya y Ryan se instalan en la cabaña, una misteriosa joven llama a la puerta principal, preguntando si Tamara está en casa, y la pareja la despide. Al darse cuenta de que dejó su inhalador en el auto, Ryan regresa al pueblo con una motocicleta del Airbnb para recuperarlo. Mientras está sola en la casa, Maya se pone nerviosa cuando la misteriosa mujer vuelve a la puerta preguntando por Tamara. Mientras se ducha, Maya no se da cuenta de que el Espantapájaros la observa en silencio. Cuando se va la luz, Maya se encuentra con Dollface y se esconde en un armario asustada. Ryan regresa, descartando el incidente como una alucinación, ya que Maya había fumado marihuana antes. Afuera, encuentran a la misteriosa mujer observándolos desde la distancia, antes de que Ryan la ahuyente.
Mientras cenan, Maya y Ryan se horrorizan al encontrar un pollo muerto, degollado, colgando del techo. Mientras los tres desconocidos enmascarados irrumpen en la casa, Maya y Ryan se atrincheran en el dormitorio. El Espantapájaros destroza la puerta con su hacha y observa a la pareja antes de salir. La pareja intenta escapar con la motocicleta, pero el Espantapájaros la hace estallar. Aprovechando el espacio de acceso de la casa , evitan por poco ser encontrados, ya que Maya se clava accidentalmente la mano con un clavo. Al llegar a un cobertizo cercano, Ryan encuentra una escopeta y rescata a Maya del ataque de Pin-Up Girl y el Espantapájaros.
Mientras la pareja sale del cobertizo, Ryan oye pasos en el porche y dispara la escopeta, solo para descubrir que ha matado a Joe, el dueño de la propiedad. Intentan escapar en el coche de Joe, pero Espantapájaros lo embiste repetidamente con su camioneta. Cuando la pierna de Ryan se atasca, insta a Maya a huir. Ryan intenta disparar a Espantapájaros, pero sin éxito, quien huye al bosque. Escondida en el bosque, Maya llama al 911 desde el móvil de Joe a pesar de la mala señal, mientras descubre el cadáver en descomposición de Jeff. Mientras Maya intenta escapar, Dollface la deja inconsciente y se la lleva a rastras. Mientras tanto, Ryan apunta con una pistola a Pin-Up Girl, exigiendo saber el paradero de Maya. Espantapájaros también lo deja inconsciente.
Ambos despiertan atados a sillas en la casa. En sus últimos momentos juntos, Ryan le propone matrimonio a Maya, y ella acepta entre lágrimas. Pin-Up Girl apuñala mortalmente a Ryan en el estómago antes de que Espantapájaros tire su silla, dejándolo desangrado. Maya exige saber por qué lo hacen, a lo que Pin-Up Girl responde: "Porque estás aquí". Espantapájaros apuñala entonces a Maya en el estómago y la derriba también. Se oyen sirenas de policía acercándose y los agresores huyen del lugar. Maya despierta más tarde en una cama de hospital, tras haber sobrevivido a la terrible experiencia. Al levantarse de la cama, Espantapájaros yace a su lado.

## Elenco
- Madelaine Petsch como Maya
- Froy Gutiérrez como Ryan
- Olivia Kreutzova	como Dollface
- Letizia Fabbri como Pin-up Girl
- Matus Lajcak	como Espantapájaros
- Emma Horvath como Shelly
- Ben Cartwright como Rudy
- Richard Brake como Sheriff Rotter
- Raquel Shenton como Debby
- Gabriel Basso como Gregory
- Ella Bruccoleri [3]como Jasmine

## Producción

### Desarrollo
En agosto de 2022, el productor Roy Lee anunció planes para que tres películas entren en producción consecutivamente a partir de septiembre del mismo año. Renny Harlin fue revelado como director de al menos una de las películas, aunque estaba en negociaciones para dirigir cada una de las películas. La trilogía fue producida por Lionsgate Films, Fifth Element Productions y Frame Film, y será distribuida por Lionsgate.
Más tarde, en 2022, Harlin fue anunciado como director de las tres próximas películas; el primero de la nueva trilogía, a partir de un guion escrito por Alan R. Cohen y Alan Freedland e historia de Bryan Bertino. Courtney Solomon, Mark Canton, Christopher Milburn, Gary Raskin, Charlie Dombeck y Alastair Birlingham fueron los productores de las tres películas. La nueva trilogía es un relanzamiento de la serie y el productor Canton afirma que la trilogía tiene como objetivo presentar a nuevas audiencias el "mundo de The Strangers ". Solomon afirmó que cuando comenzaron el proyecto la intención era contar una historia más grande que antes, pero también "expandir ese mundo". El productor describe las tres películas como un "estudio de personajes", en comparación con las dos películas anteriores. Más tarde, el cineasta y los actores aclararon que la nueva trilogía de películas tiene lugar en el mismo universo que las dos películas originales.

### Casting y rodaje
En septiembre de 2022, Madelaine Petsch, Froy Gutiérrez y Gabriel Basso fueron elegidos. En octubre de 2022, se anunció que Ema Horvath formaría parte del elenco. Al mes siguiente, Rachel Shenton se unió al elenco.
La fotografía principal de las tres películas comenzó en septiembre de 2022 en Bratislava, Eslovaquia  y finalizó en noviembre de 2022. Harlin le dijo a Entertainment Weekly que era "el desafío de mi vida, pero también lo acepté. Un lunes por la mañana podría estar filmando el segundo capítulo, y el lunes por la tarde podría estar filmando el primer capítulo, y el martes por la mañana podría Rodar el tercer capítulo fue increíblemente exigente para los actores, para la continuidad en cuanto a maquillaje y vestuario, y para mi director de fotografía, porque queríamos crear un lenguaje visual que se desarrollara para que las películas crecieran., más épico, a medida que avanzamos. Simplemente mantuvo todos nuestros jugos bombeando todo el tiempo".

## Estreno
The Strangers: Capítulo 1 fue estrenada en cines el 17 de mayo de 2024.

## Futuro
Se filmaron dos secuelas al mismo tiempo que el Capítulo 1 y se lanzarán en fechas no especificadas. Harlin afirmó que el estudio dio luz verde a una trilogía para "explorar qué les sucede a las víctimas de este tipo de violencia..." confirmando que las películas detallarían quiénes son los asesinos y de dónde vienen. El cineasta afirmó que no pretendían ser ni un remake ni un reinicio, y que el tono iba a ser cercano al de la primera película. 